# Steinröhre
Steinröhre ist ein Wohnplatz der Stadt Ditzingen im Landkreis Ludwigsburg.

## Geschichte
Die an der Grenze zur Gemarkung Weilimdorf der Stadt Stuttgart gelegene Häusergruppe wurde – noch ohne förmliche Anerkennung – im württembergischen Staatshandbuch von 1942 als Wohnplatz aufgeführt. Der Ditzinger Gemeinderat leitete per Beschluss vom 10. Januar 1961 das ordentliche Benennungsverfahren ein. Nach Zustimmung des Hauptstaatsarchivs, der Württembergischen Landesstelle für Volkskunde, des Statistischen Landesamts und des Landesvermessungsamts wurde die amtliche Ausweisung als Wohnplatz genehmigt und gemäß § 2 Abs. 4 der 1. Durchführungsverordnung zur Gemeindeordnung öffentlich bekanntgegeben.
An der Steinröhre entstand in den 1920er Jahren der erste Ditzinger Sportplatz. Sein Gelände wurde 1999 im Zuge eines Markungsausgleichs an die Stadt Stuttgart abgetreten und zwischenzeitlich überbaut.